# Bruno Quast
Bruno Quast (* 1958) ist ein deutscher Germanist.

Bruno Quast studierte von 1979 bis 1987 Germanistik, Katholische Theologie, Psychologie an der Universität Münster. Im Jahr 1987 legte er das erste Staatsexamen ab. Quast war von 1988 bis 1993 Wissenschaftlicher Mitarbeiter und von 1993 bis 1999 Wissenschaftlicher Assistent am Institut für Deutsche Philologie der LMU München. Dort wurde er 1993 mit einer von Franz Josef Worstbrock angeregten und betreuten Arbeit über Sebastian Franck promoviert. Er habilitierte sich 1999 an der LMU München mit einer Arbeit über die Öffnungen des rituellen Textes in Mittelalter und Früher Neuzeit. Quast hatte Lehrstuhlvertretungen am Institut für Deutsche Philologie der LMU München (2000) und am Deutschen Seminar der Eberhard Karls Universität Tübingen (2000/2001). Von 2000 bis 2003 war er Oberassistent am Institut für Deutsche Philologie der LMU München.
Quast lehrte von 2003 bis 2009 als Professor für Deutsche Literatur mit Schwerpunkt Mittelalter an der Universität Konstanz. Er war 2008 Gastprofessor an der Karls-Universität in Prag. Er lehnte 2009 einen Ruf an die Bergische Universität Wuppertal ab. Seit 2009 lehrt er als W3-Professor für Deutsche Philologie (Literatur des Mittelalters) am Germanistischen Institut der Universität Münster. Quast war als Mitglied im Exzellenzcluster „Religion und Politik“ von 2010 bis 2012 Projektleiter für Die Religion des höfischen Romans und übernahm von 2012 bis 2017 die Projektleitung Konversion im Mittelalter. Zur ordnungsstiftenden Funktion eines kulturellen Narrativs. Als Mitglied im Sonderforschungsbereich „Kulturen des Entscheidens“ leitete er von 2015 bis 2019 das Projekt für Poetiken des Entscheidens in der Erzählliteratur des deutschen Mittelalters.
Quast ist seit 2017 Herausgeber der Frühmittelalterlichen Studien und seit demselben Jahr ordentliches Mitglied der Nordrhein-Westfälischen Akademie der Wissenschaften. Zu seinen Hauptarbeitsgebieten zählen die deutsche Literatur des Mittelalters und der Frühen Neuzeit, mediävistische Mythosforschung, Historische Anthropologie, Historische Narratologie, geistliches und weltliches Spiel sowie die Literatur der Reformationszeit.

## Schriften
Monografien
- Vom Kult zur Kunst. Öffnungen des rituellen Textes in Mittelalter und Früher Neuzeit (= Bibliotheca Germanica. Handbücher, Texte und Monographien aus dem Gebiete der germanischen Philologie. Bd. 48). Francke, Tübingen 2005, ISBN 3-7720-8019-7.
- Sebastian Francks „Kriegbüchlin des Frides“. Studien zum radikalreformatorischen Spiritualismus (= Bibliotheca Germanica. Handbücher, Texte und Monographien aus dem Gebiete der germanischen Philologie. Bd. 31). Francke, Tübingen 1993, ISBN 3-7720-2022-4.

Herausgeberschaften
- mit Udo Friedrich: Präsenz des Mythos. Konfigurationen einer Denkform in Mittelalter und Früher Neuzeit. De Gruyter, Berlin, New York 2004, ISBN 978-3-11-017801-2.
- mit Susanne Köbele: Literarische Säkularisierung im Mittelalter. De Gruyter, Berlin, Boston 2014, ISBN 978-3-11-055377-2.
- mit Susanne Spreckelmeier: Inkulturation. Strategien bibelepischen Schreibens in Mittelalter und Früher Neuzeit. De Gruyter, Berlin 2017, ISBN 978-3-11-053715-4.